# Якейкіно
Яке́йкіно (рос. Якейкино, чув. Яккушкăнь) — присілок у складі Аліковського району Чувашії, Росія. Входить до складу Шумшеваського сільського поселення.
Населення — 137 осіб (2010; 169 у 2002).
Національний склад:
- чуваші — 98 %